# Mariscal Nieto (provincie)
Mariscal Nieto is een provincie in de regio Moquegua in Peru. De provincie heeft een oppervlakte van 8.672 km² en telt 81.450 inwoners (2015). De hoofdplaats van de provincie is het district Moquegua; twee van de zes districten vormen  de stad (ciudad)  Moquegua.

## Districten
De provincie Mariscal Nieto is verdeeld in zes districten, UBIGEO tussen haakjes:
- (180102) Carumas
- (180103) Cuchumbaya
- (180101) Moquegua, hoofdplaats van de provincie en deel van de stad (ciudad) Moquegua
- (180104) Samegua, deel van de stad (ciudad) Moquegua
- (180105) San Cristóbal
- (180106) Torata

General Sánchez Cerro · Ilo · Mariscal Nieto